# Crotalus willardi willardi
Crotalus willardi willardi – podgatunek jadowitego węża grzechotnika graniopyskiego (Crotalus willardi) z podrodziny grzechotnikowatych (Crotalinae) w rodzinie żmijowatych (Viperidae).
Osobniki dorosłe osiągają zwykle długość nie większą niż 60 cm. Ubarwienie tła tego podgatunku jest brązowe lub szarawe.
Występuje na północy stanu Sonora w północno-zachodnim Meksyku oraz na południu Arizony w południowo-zachodnich USA. Żywi się drobnymi kręgowcami.